# Andrei Spînu
Andrei Nepotu Spînu (Chișinău, 24 gennaio 1987) è un pallavolista rumeno.
Gioca nel ruolo di centrale nello Zalău.

## Carriera
La carriera di Andrei Spînu inizia nel campionato rumeno, dove gioca per tre stagioni con le maglie di Clubul Sportiv Unirea Dej e Volei Club Universitatea Cluj; nel campionato 2009-10 si trasferisce nella 1. Bundesliga tedesca, dove si laurea campione di Germania con il Verein für Bewegungsspiele Friedrichshafen. Entra inoltre a far parte del giro della nazionale della Romania.
Nella stagione 2010-11 ritorna in Romania, ingaggiato dal Club Volei Municipal Tomis Constanța: nelle cinque annate con il club ottiene la vittoria di tre campionati e due coppe nazionali.
A partire dall'annata 2015-16 va a giocare nel massimo campionato greco con l'Olympiakos, con cui vince la Coppa di Grecia e la Coppa di Lega.
Ritorna in patria per il campionato 2016-17 con l'Arcada Galați, dove resta per due annate, vincendo la Coppa di Romania 2016-17. Nella stagione 2018-19 si accasa allo Zalău, sempre in Divizia A1.

## Palmarès
- Campionato tedesco: 1

2009-10
- Campionato rumeno: 3

2012-13, 2013-14, 2014-15
- Coppa di Romania: 3

2012-13, 2013-14, 2016-17
- Coppa di Grecia: 1

2015-16
- Coppa di Lega: 1

2015-16